# Tűz

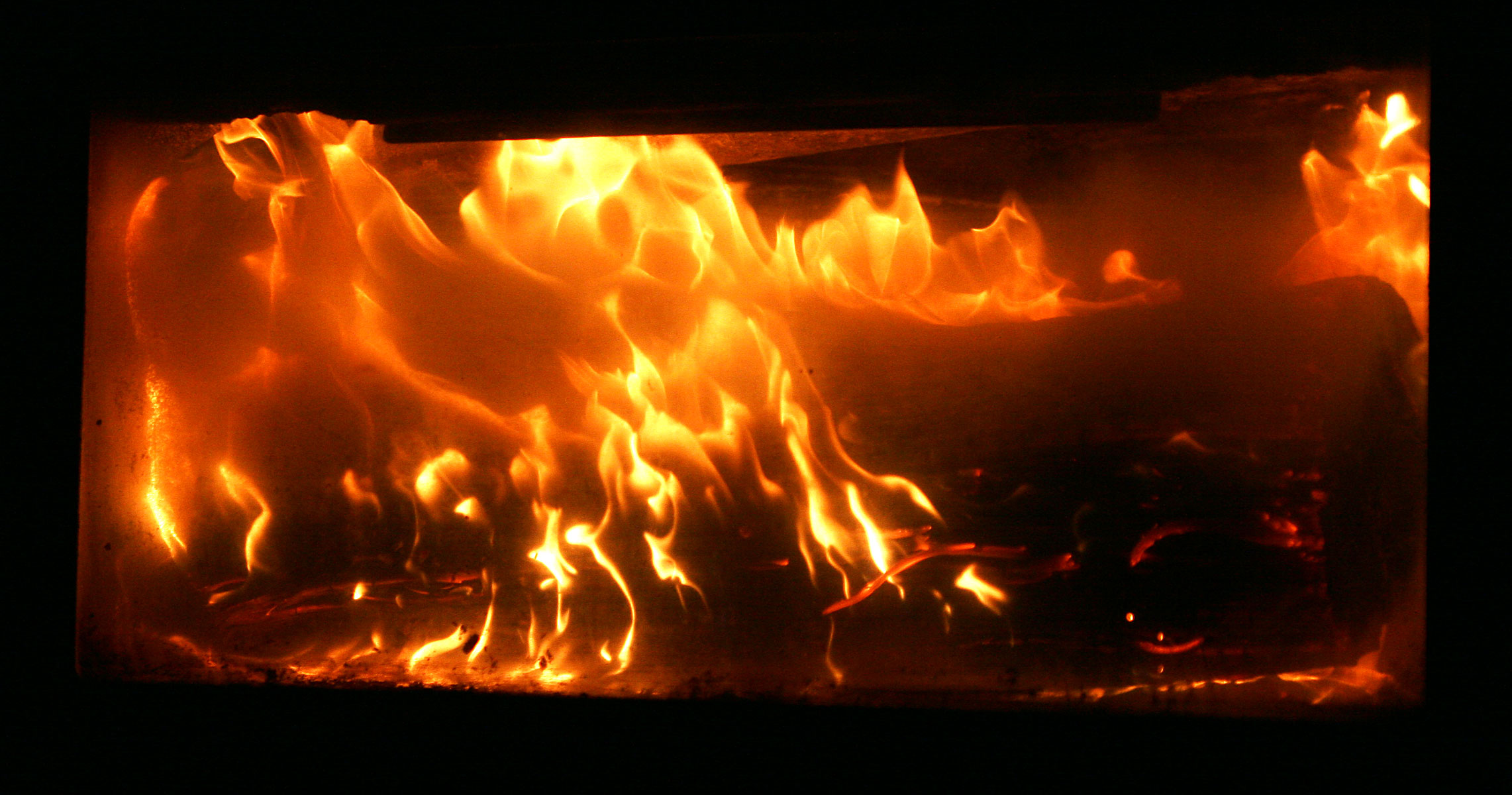
Egy fahasáb a tűzön

A tűz kémiai jelenség, éghető anyag fény- és hőhatással járó oxidációja. Közvetlen hatása, az égés, a  szerves anyagokat visszafordíthatatlan folyamattal elbomlasztja. A tűz általában az oxidációs folyamat kísérőjelensége. Önfenntartó folyamat. Hőmérséklete 1226,85 °C-1776,85 °C (de csak nagy tüzeknél éri el a legnagyobb hőmérsékletet).
Az égés feltételei:
- éghető anyag
- égést tápláló közeg
- Gyulladási hőmérséklet

## A tűz a természetben
A természetes környezetben megkülönböztetnek felszíni, talaj- és koronatüzet. A felszíni tűz az, amelyik a fű- és cserjeszintet éri, összességében ez okozza a legnagyobb károkat. Ha az égési folyamat már a végéhez közeledik, mert kevés az égnivaló, talajtűzzé megy át, mely parázslik, de ha égnivalót talál, fellobban és tovább terjed. A koronatűz, mely a fák lombjait is eléri ritka, de ez a legpusztítóbb a tűz kialvása utáni állapotokat tekintve.
Az első tüzek egyidősek a növényvilág szárazföldi létével. Tüzeket okozhat villámcsapás, vulkánkitörés. A tűz azonban korántsem kizárólag pusztító jellegű. A természet körforgásában részt vesz azáltal, hogy termékeny hamuzsír kerül általa a talajba.

## Katasztrófák
A tűzvész természeti és emberi katasztrófát okozhat. A közelmúlt eseményeiből: görögországi 2007-es tűzvész, Kelet-Ausztrália. A történelem legnagyobb tűzvészei gyakran földrengés után történtek a közművek súlyos rongálódásai miatt.
Nagyobb települések tűzvészei (nem teljes lista):
- Róma Néró idején;
- Trondheim, 1651
- London, 1666  → Nagy londoni tűzvész
- Brassó, 1689 → Brassói tűzvész
- Buda, 1723 → 1723-as budai tűzvész
- Moszkva, 1812 → a saját lakosai gyújtják fel Napóleon serege előtt
- Bukarest, 1847;
- Toronto, 1849;
- Montréal, 1852, 1904;
- Newcastle, 1853;
- Chicago, 1871;
- San Francisco, 1906 → San Franciscó-i földrengés
- Tokió, 1923 → Nagy kantói földrengés

Említést érdemel az 1910. évi Szatmárököritói tűz, amely a maga 312 halálos áldozatával és 99 sérültjével Magyarország történelmének legnagyobb ilyen tragédiája.

## A tűz és az ember

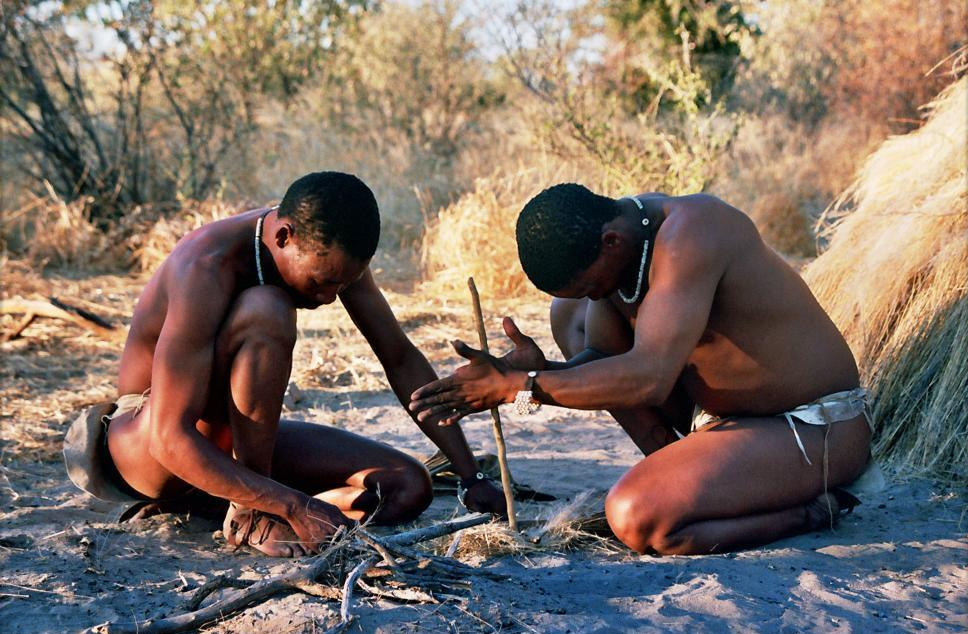
Tűzcsiholók

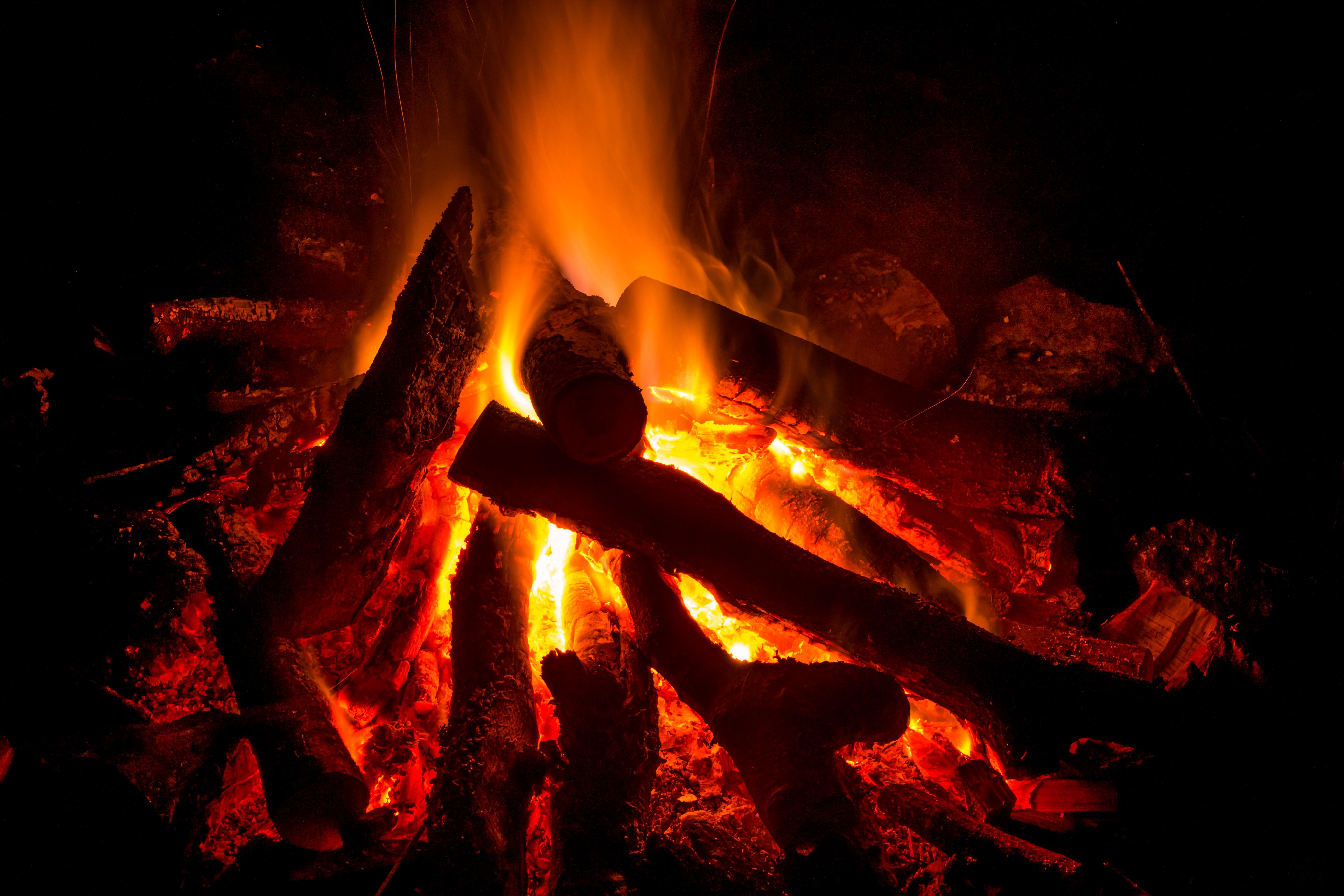
Tábortűz

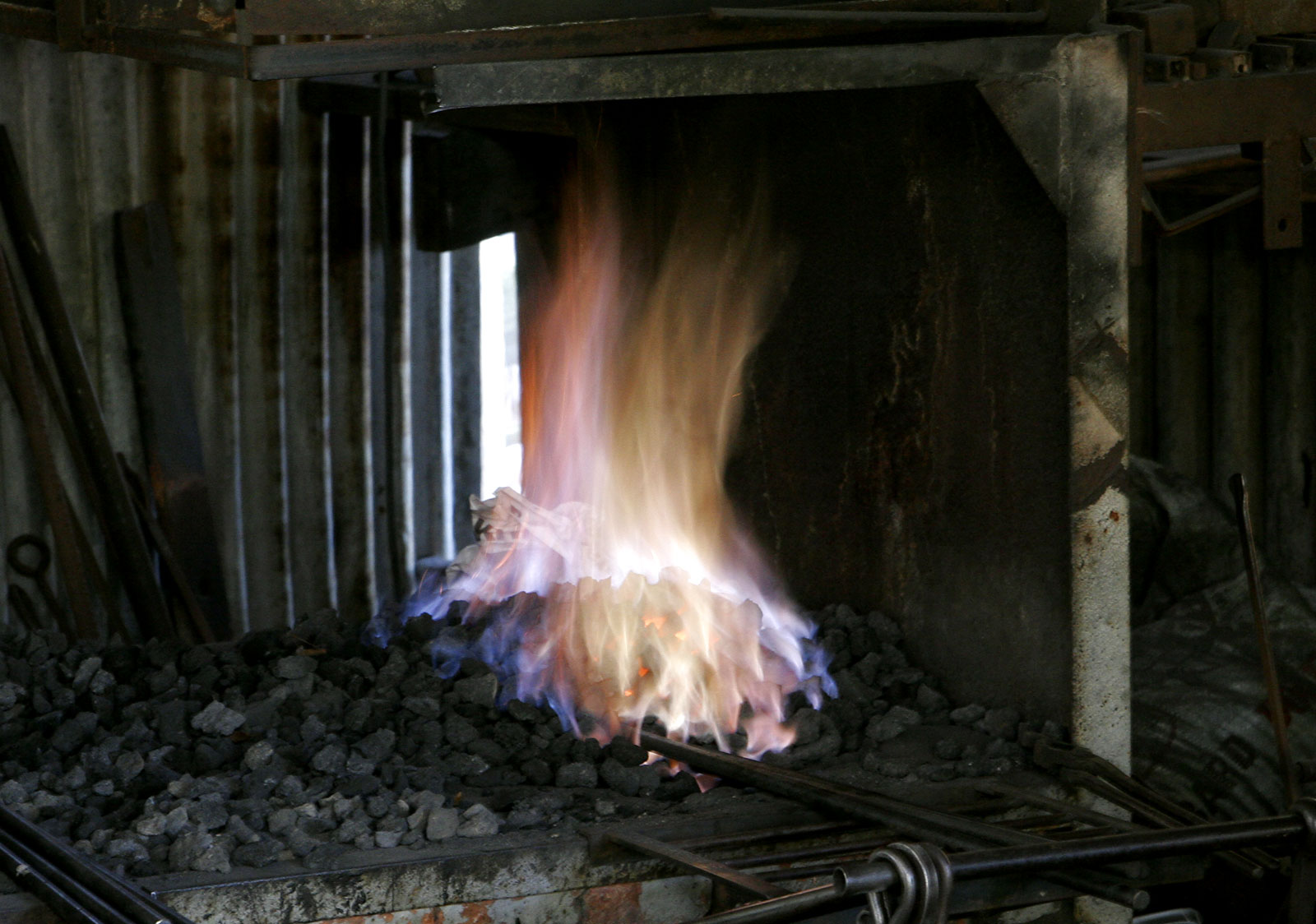
Kovácsmester tüze

Bizonyíték van arra, hogy a homo erectus már 790 ezer évvel a jelenkori ember, a homo sapiens előtt használta a tüzet. A homo erectus helyét a homo sapiens vette át. A tűz nagyon fontos szerepet töltött be az emberré válás folyamatában. A beszéd és a tárgyhasználat mellett a tűz megszelídítése emelte ki az állatvilágból. 20. századi kutatások szerint az első lépcső a tűz domesztikációja felé a passzív tűzhasználat volt. Egy-egy tűzvész után ehető gyümölcsök és élve megsült állatok maradtak hátra, melyeket az ember megtalált (hasonlóképp tesznek egyes őserdei ragadozók is, akik a hamuban szerencsétlenül járt rágcsálókat keresgélnek). A félelem a tűztől csak ezután következett. 
Lassan megtanulta kordában tartani, elkövetkezett az aktív tűzhasználat ideje, mely napjainkig is tart. A tűz feletti uralom a civilizáció egy formáját tette lehetővé. Magával vont ugyanis szociológiai változásokat is. Több ezer év elteltével ennek köszönhetően alakult ki a földművelés és a földművelő társadalom. A földművelésben – a közhiedelemmel ellentétben – szintén jelentős volt a tűz szerepe. Mielőtt a vándorló csoportok letelepedtek, felégettek bizonyos földterületet, amit később megműveltek. Hosszú időbe telt, mire ezt az irtásos-égetéses földművelés helyett eljött az egymással területért harcoló csoportok ideje. 
Fontos szerepe volt a tűznek abban is, hogy az ember táplálkozása gyökeresen megváltozott. A főzés folyamatával megszűnnek a különben mérgező növények méreganyagai, a kemény rostszálak megpuhulnak, a hús tartósabbá válik, mintha nyersen maradna. A tűz felhasználásával különösen zárt térben fontossá vált a légzéshez szükséges levegőmennyiség biztosítása.

### A tűz mint energiaforrás
Még ma is a tűz által nyerjük az előállított energia legnagyobb részét. A hőerőművekben szenet, kőolajat, földgázt, alternatív energiahordozókat égetnek el, a hőenergiát pedig elektromos áram előállítására használják fel.

### A tűz egyéb használata – háborúban
Parittyákból olajjal átitatott gyutacsokat hajítottak már az ókorban is az ellenség védőhelyére. Az elfoglalt városokat többnyire felégették (lásd például Trója pusztulását). A görögtűz speciális tűz volt, ami ellen szinte lehetetlen volt védekezni. A puskapor európai felfedezésével forradalmasodott a hadviselés, a lovagi harckultúrát felváltotta az újkorra jellemző tűzfegyveres hadviselés. Ágyúkban, puskákban, legkésőbb pisztolyokban alkalmazták.

## Tűz és vallás
A tűz megfoghatatlansága hatott a különböző korok gondolkodására is. A fő alapelemek közé, a víz, a föld és a levegő mellé a tüzet tették, ugyanolyan fontosnak tartva. Kínában a tűz az öt elem egyike. Az óperzsa vallásalapító, Zarathustra gondolatkörében is fontos szerepet játszik a tűz, a zoroasztrizmusban szent tisztelettel övezték (→ tűztemplom).
Egyiptomban a főnixmadár, amely elégeti magát, s hamvaiból feltámad, az öröklét jelképe.
A különböző népek mítoszai nagyjából egyeznek abban, hogy a tűz isteni kiváltság volt, és időnként hősnek tekintik azt, aki ellopta; a görög mitológiában például Prométheuszt.
A tűz a megtisztulás szimbóluma is, a katolicizmus gondolatvilágában tisztítótűz formájában jelenik meg, de a tüzet a pokolhoz is társítják. A középkorban babonás elemek jelentek meg körülötte.

## Hideg égés
A hideg égés során a láng hőmérséklete 500 K-800 K közötti. Ilyen lánggal a Nemzetközi Űrállomás laborjában kísérleteztek, mikrogravitációs körülmények között, ahol az ilyen hideg láng hosszú percekig ég. A Földön is előállítható hasonló láng, de az rövid időn belül kialszik. A hideg égés kémiája különbözik a hagyományos égéstől. Normál égéskor korom, szén-dioxid és víz keletkezik.  A hideg égés során szén-monoxid és formaldehid keletkezik. A kutatás gyakorlati haszna lehet a hatékonyabb égés megvalósítása a gépkocsik motorjában.